# パブロ・ブルーナ
パブロ·ブルーナ（Pablo Bruna, 1611年6月22日 - 1679年6月27日）は、スペインの作曲家、オルガニスト。
ダロカ出身。幼いころに天然痘により盲目になった。1631年にダロカの聖マリア教会のオルガニストになり、1674年に楽長に昇進した。国王フェリペ4世とカルロス2世がダロカに立ち寄ってオルガンに耳を傾けるなど、オルガニストとして名声を博した。現存している32のオルガン作品はほとんどティエントの形式によっている。

## 文献
- Almonte Howell/Louis Jambou. "Pablo Bruna", Grove Music Online, ed. L. Macy